# Szűcs Olga
Szűcs Olga (Nagysármás, 1930. január 6.) erdélyi magyar újságíró, szerkesztő, fordító.

## Életútja, munkássága
Marosvásárhelyen érettségizett (1949), a Bukaresti Egyetem Filozófia Karán szerzett diplomát (1969). A román rádió bukaresti magyar szerkesztőségében dolgozott szerkesztői és adásszerkesztői munkakörben (1952–70). Az Előre külpolitikai szerkesztője és hírmagyarázója (1970–89), a Romániai Magyar Szó új sorozatának külpolitikai főmunkatársa, szerződéses szerkesztője (1989–96).

## Kötetei az Előre Kiskönyvtára sorozatban
- 2500 kérdésre – 2500 felelet (társszerzőkkel, Bukarest, 1974);
- A világ országai. I–IV. (társszerzőkkel, Bukarest, 1976).

## Fordításai
- D. Tănăsescu: Dinu Lipatti élete képekben (Bukarest, 1962);
- N. Minei: A láthatatlan arcvonal (Bukarest, 1971);
- Az ateizmusról – fiataloknak (Bukarest, 1977);
- O. Lustig: Lágerszótár (Kolozsvár, 1984).